# Francisco Borja do Amaral
Dom Francisco Borja do Amaral (Campinas, 10 de outubro de 1898 — Taubaté, 1 de maio de 1989) foi um bispo católico brasileiro das dioceses de Lorena e Taubaté.